# Иван Маринковић Славко
Иван Маринковић Славко (Сутиван, на Брачу, 13. децембра 1905 — Загреб, 21. април 1943) био је учесник Народноослободилачке борбе и народни херој Југославије.

## Биографија
Рођен је 13. децембра 1905. године у Сутивану на острву Брачу. Основну школу завршио је у Сутивану, а Класичну гимназију у Сплиту. Најпре је 1924. године уписао Медицински факултет у Загребу, а 1925. је прешао на Филозофски факултет, на којем је дипломирао 1931. године. Као професор службовао је Сењу, Пожаревцу, Ваљеву и Копривници.
Због комунистичке делатности ухапшен је, у Копривници, 25. априла 1935. године. Окружни суд у Бјеловару осудио га је, августа исте године на седам месеци затвора. Касациони суд у Загребу, повећао је казну на три године. Казну је издржао у Лепоглави, Марибору и Сремској Митровици. На слободу је пуштен 23. априла 1938. године. Неколико месеци није могао наћи посао, док га сестра Марица није запослила, као књиговођу, у фабрици коже „Подвинец“, у Карловцу.
Од 1938. до 1942. године његов живот везан је за Карловац, Кордун, Покупље, Лику, Банију, Горски котар и Хрватско приморје. Године 1939. постао је секретар Окружног комитета КПХ за Карловац, Кордун и Банију. Највећи број партијских организација у тим крајевима настао је захваљујући његовом раду. У првој години Народноослободилачке борбе, као секретар Покрајинског комитета КПХ, присуствовао је војно-партијским конференцијама, учествовао у формирању органа народне власти, организација СКОЈ-а и АФЖ-а.
Још 1940. године постао је члан Централног комитета КПХ, а у априлу 1942. године и члан Бироа ЦК КПХ. Маја 1942. године, по задатку Партије, отишао је у окупирани Загреб, на дужност члана Повереништва ЦК КПХ за Загреб и северну Хрватску. Радио је на успостављању вез с ослобођеним подручјима, на пребацивању људи у партизанске јединице и организовању друге помоћи за Народноослободилаки покрет. У новембру 1942. године, организовао је пребацивање на слободну територију песника Владимира Назора и Ивана Горана Ковачића.
Проказан од стране доушника, 19. фебруара 1943. ухапшен је од усташке полиције. Био је подвргнут мучењу и испитивању, али није ништа одао. Стрељан је 21. априла 1943. године.
Указом Председништва Антифашистичког већа народног ослобођења Југославије (АВНОЈ), 26. јула 1945. године, међу првим борцима Народноослободилачке војске, проглашен је за народног хероја.